# Diocesi di Rapido
La diocesi di Rapido (in latino: Dioecesis Rapidensis) è una sede soppressa e sede titolare della Chiesa cattolica.

## Storia
Rapido, identificabile con Masqueray, Sour-Djouab nell'odierna Algeria, è un'antica sede episcopale della provincia romana della Mauritania Cesariense.
Unico vescovo conosciuto di questa diocesi africana è Restituto, il cui nome appare al 61º posto nella lista dei vescovi della Mauritania Cesariense convocati a Cartagine dal re vandalo Unerico nel 484; Restituto era già deceduto in occasione della redazione di questa lista.
I manoscritti riportano la dizione Lapidiensis, toponimo ignoto e non attestato da nessun'altra fonte, invece di Rapidiensis; questo refuso ha indotto in errore Morcelli, che ha censito il vescovo Restituto tra quelli dell'inesistente diocesi di Lapidia.
Dal 1933 Rapido è annoverata tra le sedi vescovili titolari della Chiesa cattolica; dal 31 gennaio 2002 il vescovo titolare è Brian Vincent Finnigan, già vescovo ausiliare di Brisbane.

## Cronotassi

### Vescovi residenti
- Restituto † (menzionato nel 484)

### Vescovi titolari
- Raul Nicolau Gonsalves † (5 gennaio 1967 - 30 gennaio 1978 nominato arcivescovo di Goa e Damão)
- Gyula Szakos † (31 marzo 1979 - 5 aprile 1982 nominato vescovo di Székesfehérvár)
- Mieczysław Jaworski † (7 maggio 1982 - 19 agosto 2001 deceduto)
- Brian Vincent Finnigan, dal 31 gennaio 2002